# Starren

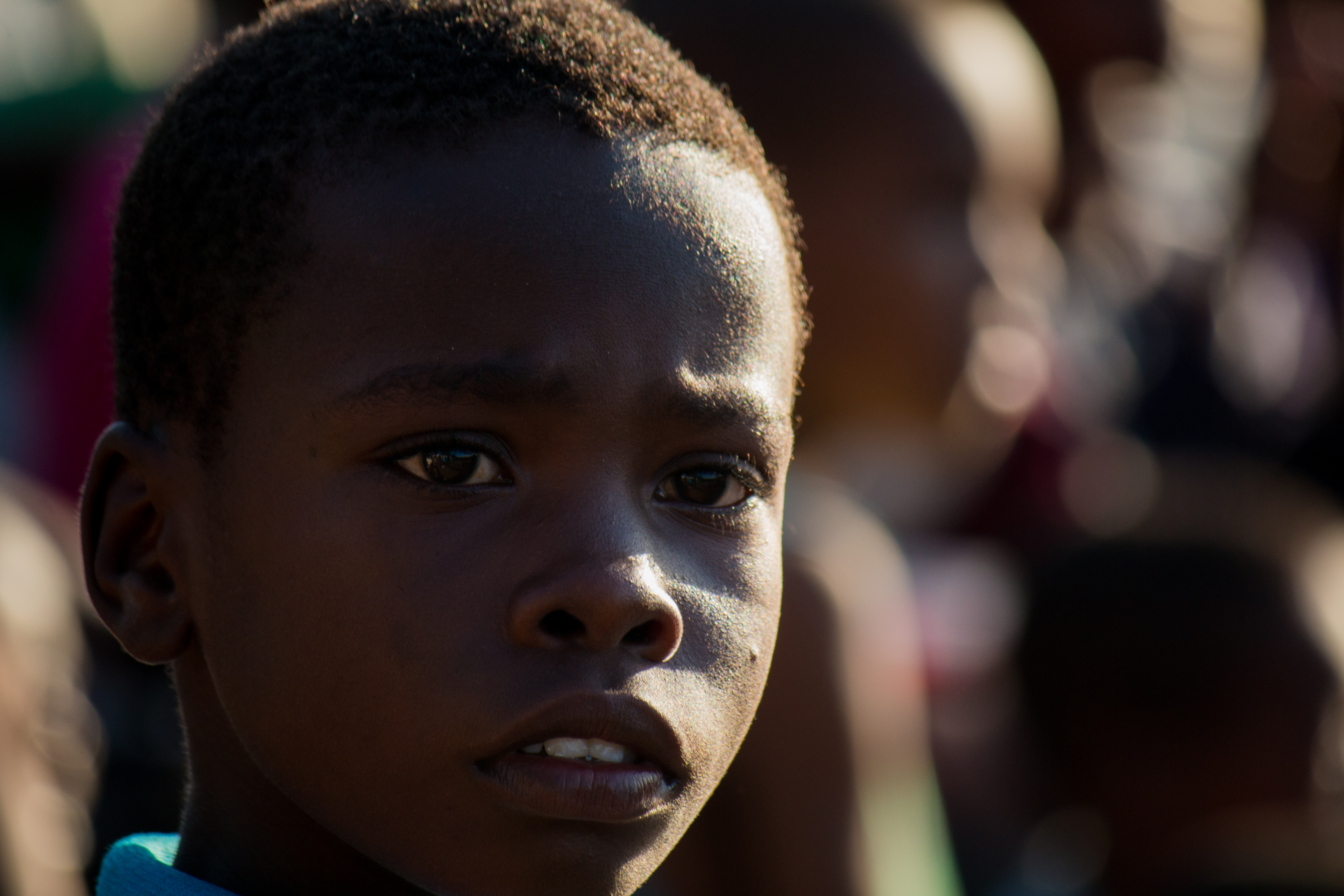
Ein Kind mit starrendem Blick

Starren bezeichnet das Fixieren eines Objektes mit einem starren Blick. Dabei wird der Blick nicht abgewendet.
Längeres Starren ist für das Auge aus mehreren Gründen nachteilig: Es kann zu trocken werden, der natürliche Nystagmus (unmerkliches Augenzittern) wird behindert und die Beweglichkeit der Augenmuskeln kann abnehmen. Für wenige Sekunden auf ein genau fixiertes Ziel zu starren ist hingegen normal und stellt auch eine gezielte Übung der Augengymnastik dar.
Arbeitsmedizinisch bedeutsam wird Starren als Folge bewegungsarmen Sitzens vor dem Bildschirm, indem es hier zu einer Abnahme der Lidschlagfrequenz auf bis zu unter fünf Lidschläge pro Minute kommen kann, was die Entstehung eines trockenen Auges mit den daraus folgenden Beschwerden begünstigt.
Meist geht Starren bei der Bildschirmarbeit auch mit zu wenigen Bewegungen des Nackens und des Rückens einher, was oft zu Verspannungen und Rückenschmerzen führt. Auch aus diesem Grund wird  mindestens jede Stunde eine kurze Arbeitspause empfohlen.